# سالي لابورس
سالي لابورس (بالفرنسية: Sailly-Labourse)‏ هي بلدية تقع في إقليم باد كاليه من منطقة نور با دو كاليه في شمال فرنسا. تبلغ مساحة هذه المدينة 6.02 (كم²)، وترتفع عن سطح البحر 29 م، يبلغ عدد سكانها 2140 نسمة حسب إحصاء المعهد الوطني للإحصاء والدراسات الاقتصادية سنة 2009 م. وترأس Robert Copin البلدية خلال فترة (2008-2014).